# Kunoön
Kunoön is een van de eilanden in de Lule-archipel. Het ligt samen met buureiland Mannön twee kilometer ten oosten van de Zweedse kust. Kuno komt van het plaatselijk dialect Kona, dat vrouw betekent. Het is een van de grootste eilanden in deze omgeving en heeft ook een van de hoogste punten: de Storberget van 44 meter hoogte. Het heeft geen oeververbinding en er staat maar een enkel huisje. Dat ligt op het voormalige eiland Kunoöhällan, dat inmiddels is vergroeid met het hoofdeiland. Er is in het noordoosten nog een andere voormalig eiland tegen Kunoön aan komen liggen: Rödhällan.